# Sabawi Ibrahim at-Tikriti
Sabawi Ibrahim at-Tikriti (arabisch سبعاوي إبراهيم التكريتي, DMG Sabʿāwī Ibrāhīm at-Tikrītī; * 1947 in Tikrit; † 8. Juli 2013 in Bagdad) war ein Halbbruder von Saddam Hussein. Er war Chef des irakischen Geheimdienstes, des Mukhabarat, in der Zeit des Ersten Golfkrieges 1991. Von 1991 bis 1996 leitete er den Sicherheitsrat und diente Saddam Hussein später als Sicherheitsberater.
Am 27. Februar 2005, als seine Verhaftung bekanntgegeben wurde, stand er auf dem sechsten Platz im Kartenspiel der meistgesuchten Iraker und war die Nummer 36 auf der Liste der 55 meistgesuchten irakischen Terroristen.
Ihm wurde vorgeworfen, nach dem Zusammenbruch des Saddam-Regimes Bombenanschläge und Morde arrangiert zu haben. Für zu seiner Festnahme oder seinem Tod führende Hinweise war eine Belohnung von einer Million US-Dollar ausgesetzt.
Syrien lieferte ihn nach seiner Ergreifung an die irakischen Streitkräfte aus, die ihn der amerikanischen Armee übergaben. Im März 2009 wurde er von einem irakischen Gericht zum Tode verurteilt, jedoch nicht exekutiert. Am 8. Juli 2013 starb er in einem Gefängnis in Bagdad an den Folgen einer Krebserkrankung.
Sein Sohn Syhman Sabawi Ibrahim wurde 2005 vom US-Militär ergriffen und inhaftiert. Ihm gelang am 9. Dezember 2006 die Flucht aus einem nordirakischen Gefängnis.

## Belege
1. ↑  Mitteilung der Bank of England vom 23. Juli 2003 (englisch; PDF; 4,1 MB)
2. ↑  Tariq Aziz guilty of Iraq murders. BBC, 11. März 2009
3. ↑  Saddam Hussein’s half brother dies in jail while awaiting execution. Pressemeldung in der Online-Ausgabe der Tageszeitung The National, 8. Juli 2013, abgerufen am 8. Juli 2013

| Personendaten    | Personendaten                            |
| ---------------- | ---------------------------------------- |
| NAME             | Tikriti, Sabawi Ibrahim at-              |
| KURZBESCHREIBUNG | irakischer Halbbruder von Saddam Hussein |
| GEBURTSDATUM     | 1947                                     |
| GEBURTSORT       | Tikrit                                   |
| STERBEDATUM      | 8. Juli 2013                             |
| STERBEORT        | Bagdad                                   |